# Antapistis lateritia
Antapistis lateritia är en fjärilsart som beskrevs av Paul Dognin 1912. Antapistis lateritia ingår i släktet Antapistis och familjen nattflyn. Inga underarter finns listade i Catalogue of Life.